# Schloss Wald an der Alz

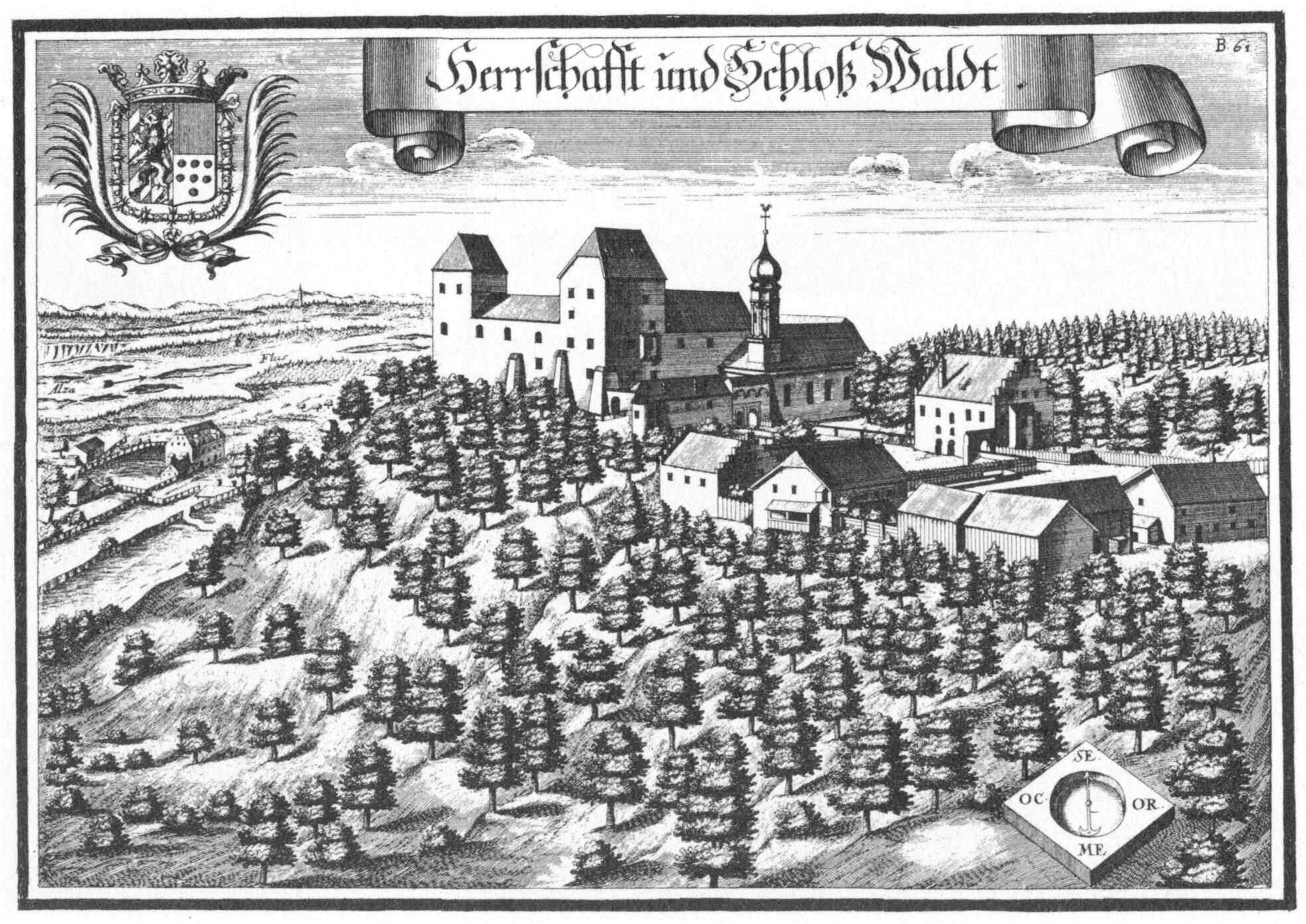
Schloss Wald an der Alz nach einer Radierung von Michael Wening von 1721

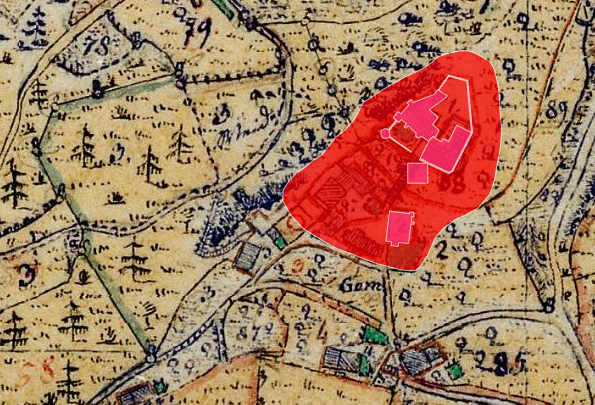
Lageplan von Schloss Wald an der Alz auf dem Urkataster von Bayern

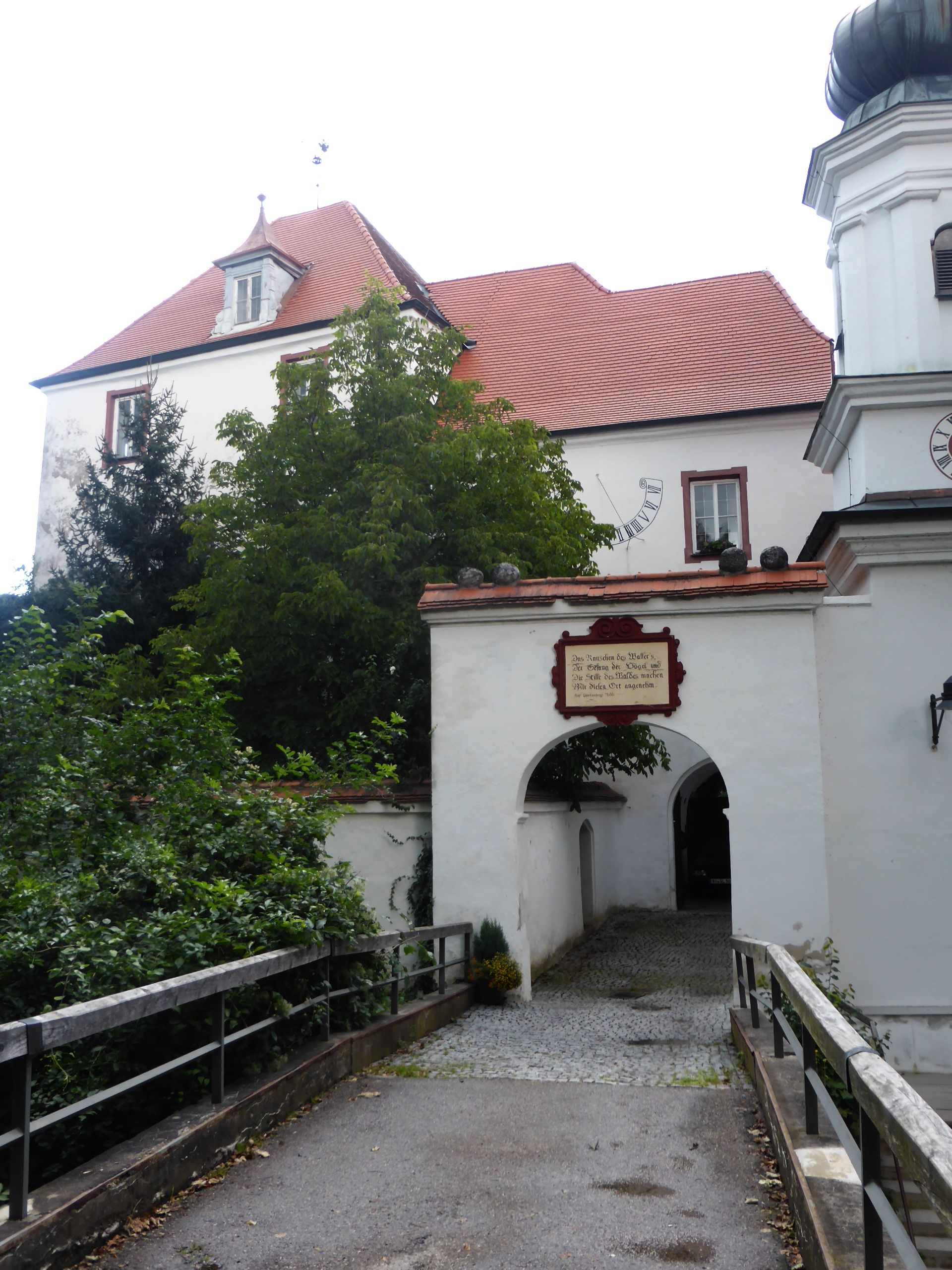
Schloss Wald an der Alz heute

Das Schloss Wald an der Alz liegt im Ortsteil Wald an der Alz der Gemeinde Garching an der Alz im Landkreis Altötting von Bayern (Oberberg 1). Die Anlage ist unter der Aktennummer D-1-71-117-79 als denkmalgeschütztes Baudenkmal von Wald an der Alz verzeichnet. Ebenso wird sie als Bodendenkmal unter der Aktennummer D-1-7841-0172 im Bayernatlas als „untertägige mittelalterliche und frühneuzeitliche Befunde im Bereich von Schloss Wald a.d. Alz und seiner Vorgängerbauten mit ehem. Schlosskapelle und Kath. Pfarrkirche St. Erasmus und zugehörigem Wirtschaftshof“ geführt.

## Geschichte von Schloss und Herrschaftsgericht Wald
Die Burg Wald wird erstmals 1240 erwähnt, wobei dies aber umstritten ist. Möglich ist, dass die Burg bereits von Adelprht de Silva (1139 genannt, s. u.) entweder auf freieigenem oder auf Salburger Grund errichtet wurde. Urkundlich wird das Gericht Wald erstmals in einer Urkunde des Klosters Raitenhaslach vom 17. März 1283 erwähnt, in der die Gebrüder Kuno und Otto von Wald dem Abt von Raitenhaslach geloben, Burg und Gericht Wald nicht zu veräußern. Da das Kloster Raitenhaslach bereits 788 nach der Notitia Arnonis dem Erzbistum Salzburg angehörte, lag Wald also im Gebiet des Erzbistums. Aus dem Jahr 1283 ist auf einem Rotulus ein Beistandspakt zwischen Herzog Friedrich von Österreich und Erzbischof Friedrich von Salzburg beurkundet, in dem der Herzog dem Erzbischof gelobt, ihm bei der Durchsetzung seiner Rechte ouf Wald und dem gericht, daz da zu gehoert zu helfen. Offensichtlich haben also die niederbayerischen Herzöge dieses Gebiet auch beansprucht. Zwei Jahre später werden ähnliche Beschwerden durch den Erzbischof Rudolf gegen den niederbayerischen Herzog Heinrich XIII. gerichtet. Dabei wird davon ausgegangen, dass Ortlieb von Wald Inhaber eines Salzburger Lehens war, das von diesem aber als herzogliches Lehen behandelt wurde. Zwar konnte dem Ortlieb 1303 ein Lehensbekenntnis zu Salzburg abgerungen werden, letztlich konnte sich Salzburg aber nicht gegen den herzoglichen Herrschaftsanspruch durchsetzen.
Der erste gesicherte Ahnherr der Herren von Wald ist Adelprht de Silva, der 1139 in einer Urkunde des Salzburger Domkapitels zusammen mit seinem Bruder Luitpold und seinem gleichnamigen Sohn erwähnt wird. Ein Luitpold de Walde erscheint Mitte des 12. Jahrhunderts mehrfach in den Traditionen des Klosters Sankt Peter inmitten anderer Salzburger Ministerialen. Ein Konrad von Wald († zwischen 1167 und 1183) lässt ein Gut bei Anthering an das Domkapitel übergeben. Ein Kuno von Wald erscheint zwischen 1199 und 1231 mit seinen Söhnen Otto und Ortlieb in mehreren Urkunden von St. Peter. Um 1240 wird von Rechtsübergriffen der beiden auf das Kloster Raitenhaslach berichtet, vermutlich weil beide von ihrer Burg aus einen Herrschaftsausbau betrieben haben. Die Herren von Wald dürften als ministeriales majores anzusehen sein, da sie selbst Lehen an ihre Gefolgschaft ausgaben. Unklar bleibt, von wem die Herren von Wald die Gerichtsrechte, die sie ausübten, erhalten hatten. Trotz eines Urteils durch Herzog Otto zugunsten des Klosters scheint dies für die Herren von Wald wenig Bedeutung gehabt zu haben. 1242 ordnet Erzbischof Eberhard II. die Exkommunikation der Brüder Otto und Ortlieb von Wald an, was diese aber nicht besonders beeindruckt haben muss. 1259 und 1260 erreicht Herzog Heinrich eine Verzichtserklärung der beiden hinsichtlich angemaßter Grafschaftsrechte, die aber auch nicht eingehalten wurde, wie ein Gerichtsverfahren unter dem Vorsitz des Elekts Philipp von Spanheim in Raitenhaslach zeigt.
Ortlieb der Ältere kämpfte erfolgreich auf wittelsbachischer Seite zusammen mit Heinrich von Rohr und des Alram von Uttendorf gegen Truppen des Bischofs Albert von Regensburg und Bertold von Passau. 1255 ist dieser Ortlieb in niederbayerischen Diensten zu finden. 1273 wird Ortlieb in Reichenhall als Viztum bezeichnet. 1275 begleitet er Herzog Heinrich XIII. nach Straubing und bei dessen Kriegszug nach Wien. Bei dieser Unternehmung verstarb Ortlieb in Linz. Ortlieb der Ältere war mit Agnes von Überacker verheiratet, wobei auch diese Familie abwechselnd in bayrischen wie salzburgischen Diensten stand. Auch Ortlieb der Jüngere (1259–1317) erscheint als herzoglicher Parteigänger und ist 1288 wie sein Vater Viztum. Dennoch bekannte er 1303, das Gericht Wald von der Salzburger Kirche als Lehen erhalten zu haben. Offensichtlich hatte er neben dem Gericht Wald auch das von Mörmoosen inne und stand auch dem Gericht von Plain vor. Die Tochter dieses Ortlieb war mit Heinrich von Rohr vermählt.
Nach einer Urkunde des Klosters Raitenhaslach vom 12. Dezember 1317 erscheint Ludwig der alte Grans als Inhaber der Gerichte Wald und Mörmoosen, die er von König Otto von Ungarn, dem früheren Herzog von Niederbayern erhalten hatte. Er verspricht, die Niedergerichtsbarkeit dem Kloster Raitenhaslach zu überlassen, behält sich aber den Blutbann vor. Nach einer Urkunde vom 8. Januar 1318 ist das Gericht Wald an Ludwig den jungen Grans verpfändet. Die Grans können als Vorläufer der späteren Pfleger auf der Feste Wald gelten. Das Gericht Wald wurde immer wieder verpfändet: 1378 ist es in den Händen der Brüder Werner und Heinrich Seyboldsdofer, weitere Verpfändungen sind von 1390, 1402 und 1403 bekannt. Zu Wald gehörte auch ein Kasten, an den die Naturalabgaben der Untertanen abgeliefert werden musste, dieser befand sich in Burghausen und bildete die Grundlage für die dortige Hofhaltung.
Nach dem Landshuter Erbfolgekrieg erhielt Herzog Friedrich das Gericht Wald am 30. Juli 1505 zur Sicherung seiner Ansprüche aus den Kriegskosten zugesprochen. 1508 gelangte Wald an das Geschlecht derer von Laitter (auch von der Leiter oder della Scala genannt, eine nach Bayern ausgewichene späte Nachfahrenlinie der Scaliger aus Verona). Grund für die Belehnung waren vermutlich die ausstehenden Schulden für geleistete militärische Dienste von Johann dem Älteren und Johann dem Jüngeren della Scala in dem Erbfolgekrieg. Die beiden Brüder ließen Wald von Pflegern verwalten, da sie andere Ämter in Bayern wahrnahmen. Mit Johann Dietrich von der Leiter erlosch dieses Geschlecht am 25. Oktober 1598 im Mannesstamm und Wald fiel als erledigtes Lehen an das Haus Wittelsbach zurück.
1602 begann hier die Ära der Grafen von Wartenberg, die einer morganatischen Linie von Herzog Ferdinand entstammten, der die als nicht standesgemäß erachtete Maria von Pettenbeck geheiratet hatte. Herzog Ferdinand hatte am 2. Januar 1602 Schloss und Herrschaft Wald von seinem Neffen Herzog Maximilian erhalten, 1606 war auch die Malefizgerichtsbarkeit hinzugekommen. Nach dem Tode von Herzog Ferdinand († 1608) wurden diese Rechte auf die Grafen von Wartenberg übertragen, der Lehensbrief für die fünf Kinder stammt vom 16. Februar 1609 und wurde am 10. März 1655 von Kurfürst Ferdinand Maria erneuert. Nach dem Tod des letzten Grafen von Wartenberg, Max Emanuel (1718–1736) war in der Ettaler Ritterakademie an einem Pfirsichkern erstickt, wird Wald der kurbayerischen Verwaltung einverleibt und von Administratoren geleitet. Lange Zeit war dies Johann Baptist Fugger, Reichsgraf von Kirchenberg und Weissenhorn.
Das Herrschaftsgericht Wald wurde 1778 aufgelöst und dem Gericht Neuötting zugeschlagen, 1802 wurde dieser Gerichtsbezirk der Generallandesdirektion unterstellt und 1803 wurden sämtliche Akten dem Landgericht Burghausen überstellt.
Das Schloss und das kurfürstliche Bräuhaus mit Grundbesitz erwarb 1806 bei einer Versteigerung der Brauerbesitzer Rechl aus Neuötting. Er ließ die baufällig gewordene Stallung der Burg abbrechen und verwendete das Material 1836 zum Bau einer Blechfabrik und teilweise zum Anbau eines Nordflügels an die alte Schlosskapelle. Seine Tochter Anna heiratete den Münchner Brauer Mathias Pschorr senior (1800–1879).

## Schloss Wald an der Alz einst und jetzt
Schloss Wald ist eine Höhenburg in Spornlage, die vom Alzhochufer im Südosten durch einen breiten Halsgraben abgetrennt ist. Auf der Radierung von Michael Wening von 1721 sind zwei mächtige, die Burganlage flankierende Türme zu erkennen. Die danebenliegende Kirche sowie der über einen Graben führende Zugang bestehen noch.
Schloss Wald besteht heute aus zwei barocken Flügelbauten, die auf mittelalterlicher Grundlage im 19. und 20. Jahrhundert ausgebaut wurden. Erhalten sind als Bestandteile der ehemaligen Befestigung ein Eckturm, angebaut ist ein Torbau mit kleinem Torzwinger, und der Stumpf eines Eckturms, die alle im Kern noch mittelalterlich sind. Eine Brücke über den ehemaligen Halsgraben führt zu dem Schloss. Schlossbesitzer Mathias Pschorr hat über dem Eingangsbogen zum Schloss folgenden Spruch anbringen lassen: Das Rauschen des Wassers, der Gesang der Vögel und die Stille des Waldes machen mir diesen Ort angenehm. (zugeschrieben: Ernst Benno, Graf zu Wartenberg)

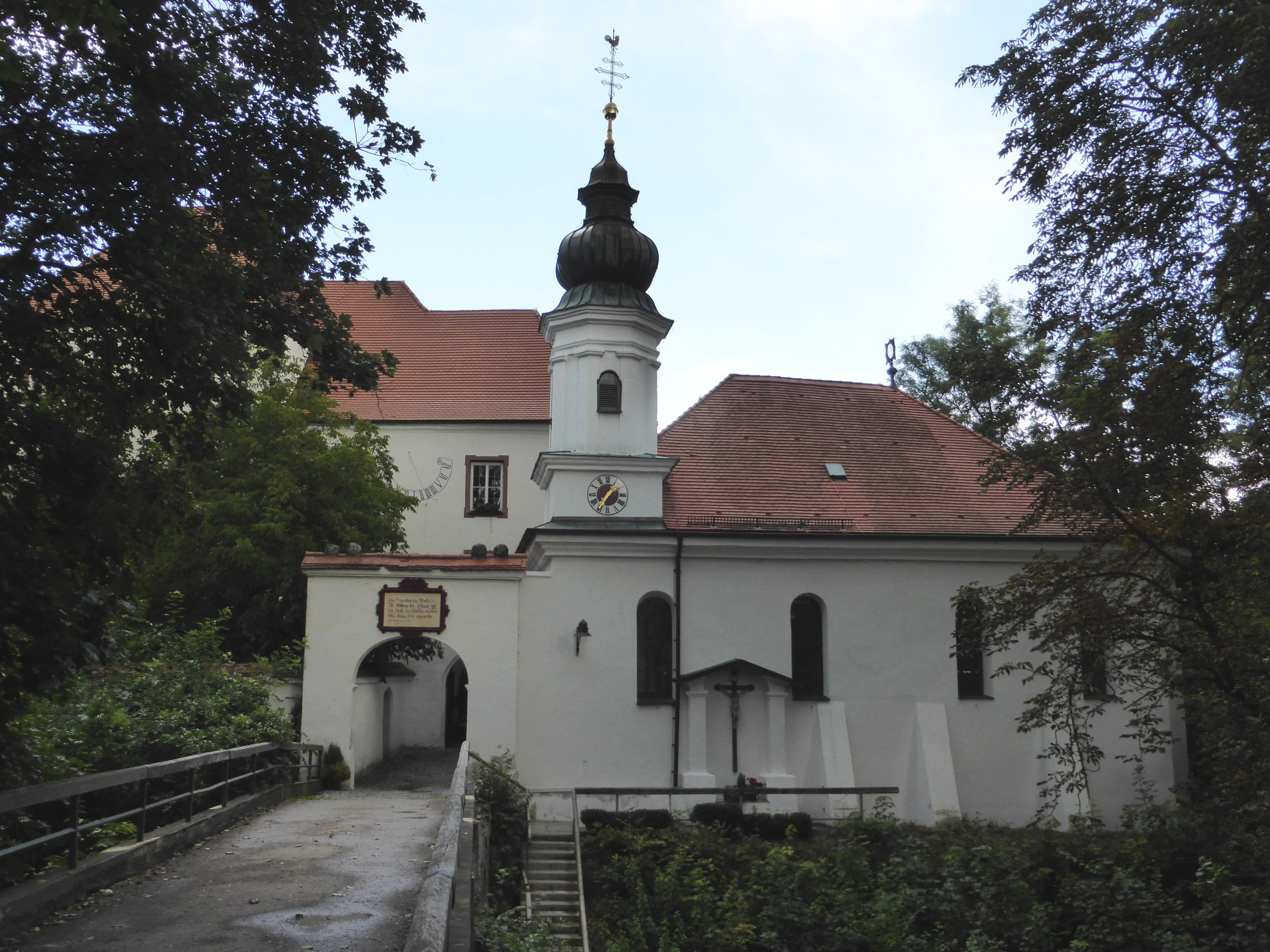
Schlosskapelle Wald an der Alz

Neben dem Schloss steht die ehemalige Schlosskapelle St. Erasmus, die seit 1909 als katholische Pfarrkirche dient. Die Grundlagen der Kirche stammen von 1479. 1680 oder 1681 erfolgte ein Einsturz des Bergfrieds und die Beschädigung sowie Wiederherstellung der Kapelle; ihr barocker Ausbau wurde 1680/1681 vorgenommen. Erwähnenswert sind zwei sich ergänzende Freskenzyklen, einer von 1762 (Franz Joseph Soll) und der andere 1930 (Peter Keilhacker, Taufkirchen/Vils). Die Kirche besteht aus einem kreuzgratgewölbten Langhaus (Ende 17. Jahrhundert) mit drei Jochen und tonnengewölbten Stichkappen von 1837; beide sind einschiffig. Die nördliche Erweiterung stammt von 1837. Der nordwestliche Eckturm und das rückwärtige Gebäude wurden um 1806 abgebrochen.
Von dem ehemaligen Hochgericht ist noch die Galgensäule erhalten. Das Schloss befindet sich in Privatbesitz und ist nicht öffentlich zu besichtigen, die danebenliegende Schlosskapelle ist allgemein zugänglich.